# Народно-визвольний фронт
Народно-визвольний фронт — організація лівих патріотичних сил болгар із території сьогоднішньої Північної Греції. Заснований 23 квітня 1945 року, проіснував до закінчення громадянської війни в 1949 році.
Фронт боровся за єдину Македонію в складі Балканської федерації. 